# 2 halerze czechosłowackie (1923)

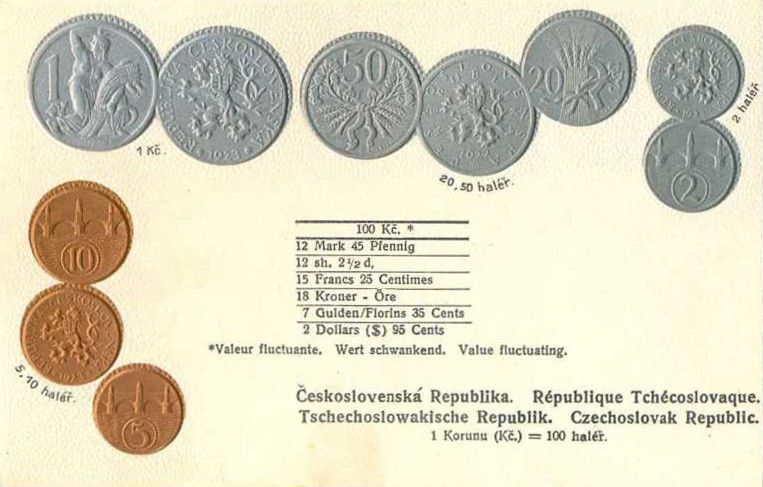
Moneta o nominale 2 h w prawym górnym rogu pocztówki numizmatycznej z lat 20.

2 halerze (cz. 2 haléře, słow. 2 haliere) – czechosłowacka moneta obiegowa o nominale 2 halerzy, wyemitowana w 1924 roku, a wycofana z końcem roku 1928. Obie strony monety zostały zaprojektowane przez Otakara Španiela.

## Wzór
W centralnej części awersu umieszczono pochodzące z małego herbu Czechosłowacji godło państwowe – wspiętego, ukoronowanego lwa o podwójnym ogonie. Na jego piersi znajdował się herb Słowacji – podwójny krzyż na trójwzgórzu. Poniżej umieszczono rok bicia (zapisany zewnętrznie), zaś wzdłuż otoku inskrypcję „REPUBLIKA ČESKOSLOVENSKÁ” (zapisaną wewnętrznie). Oba elementy legendy rozdzielono dwiema czteroramiennymi gwiazdami.
Rewers monety przedstawiał fragment praskiego Mostu Karola – jego trzy filary oraz cztery przęsła (boczne jedynie we fragmencie). Poniżej zarysowano jedenaście falistych linii oddających rzekę Wełtawę. Pośrodku fal umieszczono okrąg z nominałem monety zapisanym cyfrą arabską. Na skrajnie prawym przęśle mostu (pomiędzy prawym filarem a otokiem) umieszczono oznaczenie projektanta: inicjał S w okręgu z wbitym od góry klinem (stylizowane „OŠ”).

## Nakład
Monety dwuhalerzowe bito na mocy ustawy z dnia 22 lipca 1922 r. o emisji dalszych drobnych monet. Wytwarzano je z czystego cynku, z  krążków o masie 2 g (zgodnie z ustawą z kilograma surowca miało powstać 500 sztuk monet). Rozporządzeniem rządu z 13 marca 1924 r. przewidziano, że do obiegu w formie monet o nominale 2 h zostaną wprowadzone maksymalnie 2 mln koron, to jest 100 mln sztuk (ostatecznie wyemitowano 22 mln dwuhalerzówek). Wzór monet oraz ich średnicę (17 mm) ustalono wydanym tego samego dnia zarządzeniem Urzędu Bankowego przy Ministerstwie Finansów. Ich demonetyzacja nastąpiła z dniem 31 grudnia 1927 r. na mocy zarządzenia Ministra Finansów. Termin ostatecznej wymiany wycofanych monet określono na 30 czerwca 1928 r.
| Rok  | Nakład     |                   |
| ---- | ---------- | ----------------- |
| 1923 | 2 700 000  | [ 1 ] [ 2 ] [ 3 ] |
| 1924 | 17 300 000 | [ 1 ] [ 2 ] [ 3 ] |
| 1925 | 2 000      | [ 1 ] [ 2 ] [ 3 ] |

Dwuhalerzówki (1923)
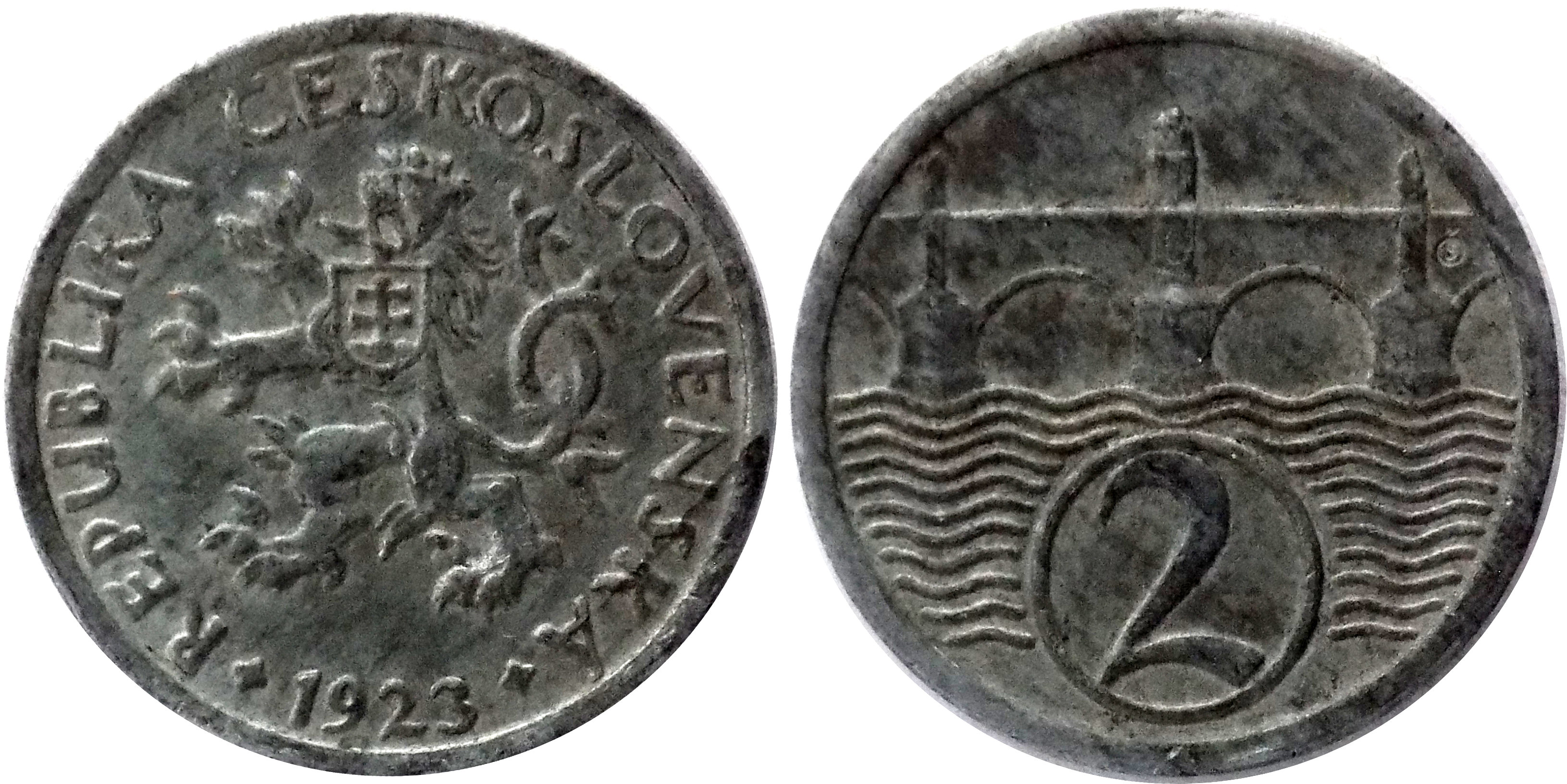
1923
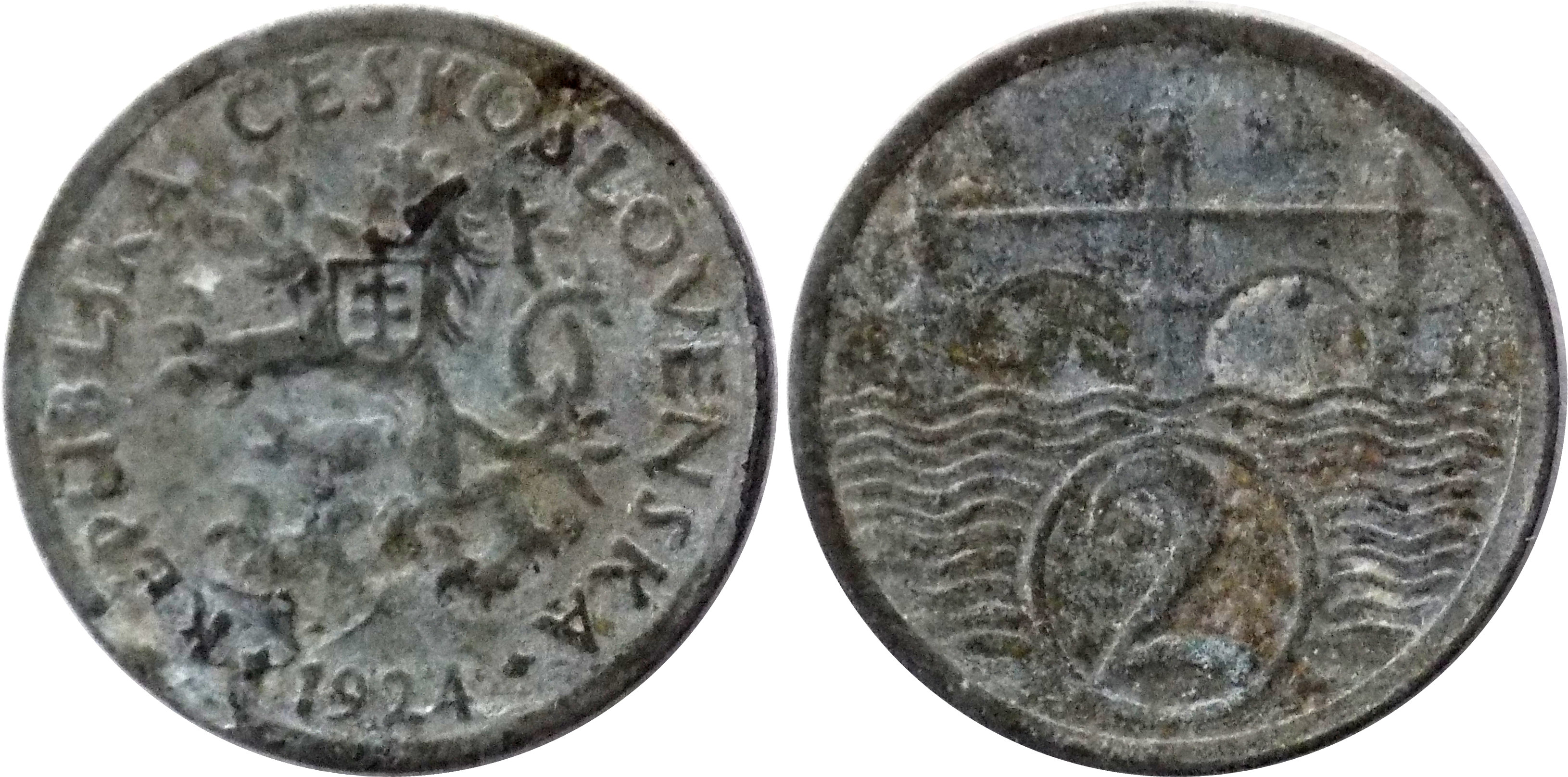
1924
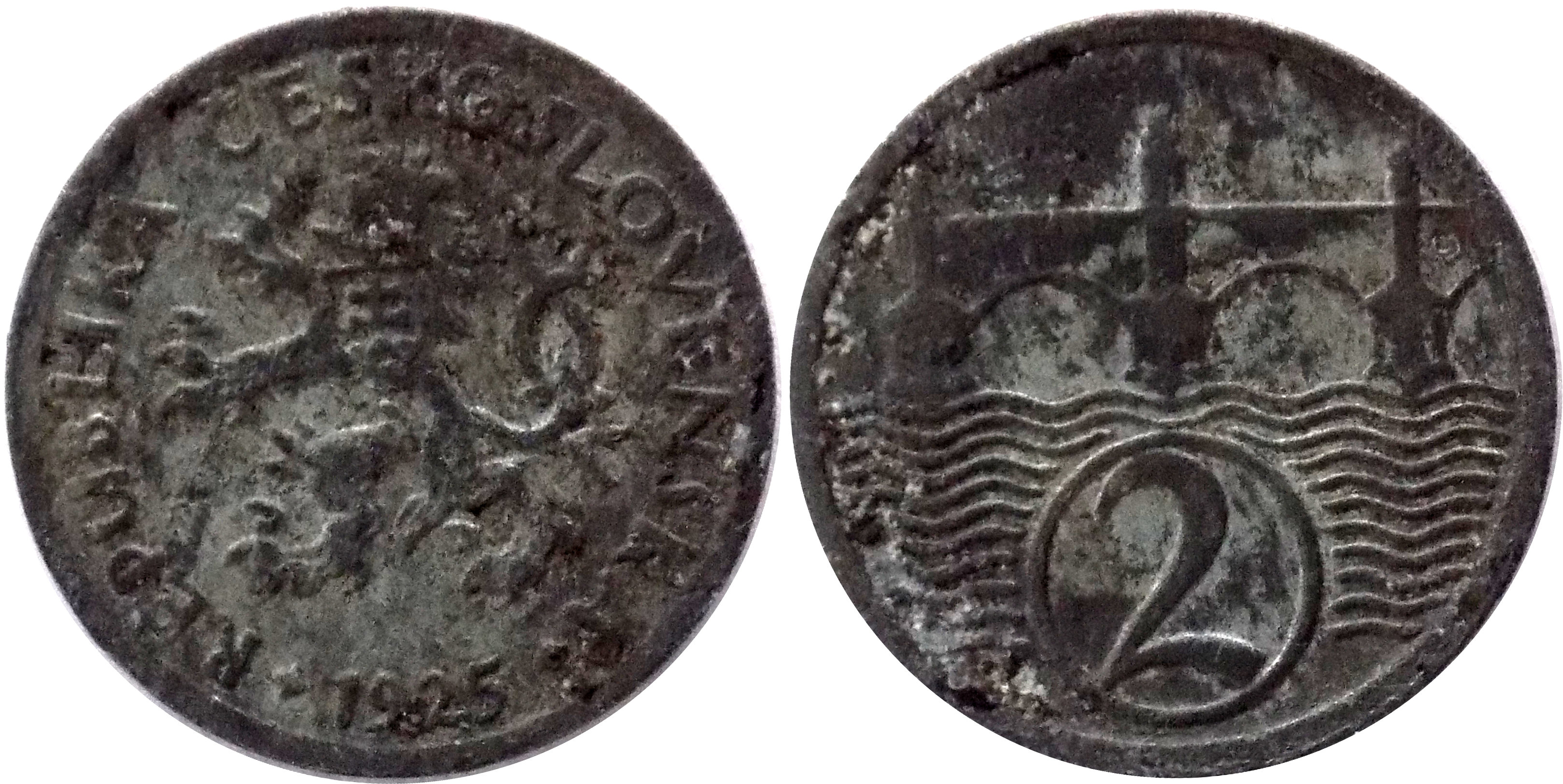
1925

## Wersje próbne
Po drugiej wojnie światowej bito próbne serie monet także przy użyciu stempli z lat 20. Wśród nich znalazły się aluminiowe monety o nominałach 2 i 5 h (a także niebędącym wcześniej w obiegu nominale 1 h). Wedle różnych źródeł monety te miały zostać wybite w 1945 lub 1953 roku.